# Hayashi Okagi
Hayashi Okagi (japanisch 林 おかぎ; * 2. September 1909 im Toki-gun (heute Toki-shi), Präfektur Gifu; † 26. April 2025 ebenda) war eine japanische Supercentenarian.

## Leben
Hayashi Okagi wurde am 2. September 1909 in Toki in der Präfektur Gifu geboren. Ihr Vater war ein Getreidegroßhändler. Nachdem sie die Grundschule abgeschlossen hatte, ging sie auf eine Mädchenschule in Nakatsugawa. Zu dieser Zeit zog sie aus ihrem Elternhaus aus und wohnte fortan in einem Studentenwohnheim ihrer Schule. In den frühen 20er Jahren ihres Lebens heiratete sie einen Grundschullehrer. Dieser wurde von ihrer Familie adoptiert, weshalb Hayashi auch nie ihren Nachnamen änderte. Die beiden lebten bis zur Geburt ihres ersten Sohnes auf Hokkaidō. Danach kehrten sie nach Toki zurück, wo Hayashi das Getreideunternehmen ihrer Familie übernahm. Das Paar hatte insgesamt neun Kinder.
Seit Mitte ihres Lebens war Hayashi sehr gesundheitsbewusst und achtete auf eine gesunde Ernährung und Bewegung. Bis in die 80er Jahre ihres Lebens machte sie Ausflüge zu heißen Quellen und verrichtete Gartenarbeit mit ihren alten Schulfreundinnen. Hayashi übte außerdem Kalligrafie bis in die 90er Jahre ihres Lebens aus. Bis zu ihrem 105. Lebensjahr lebte sie mit ihrer Familie in einem Haus. Im Alter von 112 Jahren konnte sie noch Zeitungen lesen und Puzzle fertigstellen.
Am 2. September 2019 wurde sie mit ihrem 110. Geburtstag zur Supercentenarian. Am 9. Februar 2023 wurde ihr Alter von der Gerontology Research Group verifiziert. Am 29. Dezember 2024 wurde sie mit dem Tod von Tomiko Itooka zur ältesten lebenden Person in Japan und Asien. Am 4. Januar 2025 wurde ihr Status als älteste lebende Person in Japan unabhängig bestätigt.
Hayashi Okagi starb am 26. April 2025 im Alter von 115 Jahren und 236 Tagen in ihrer Geburtsstadt Toki an Herzversagen.